# Adéla Hanzlíčková
Adéla Hanzlíčková (* 4. května 1994 Brno) je česká zápasnice – volnostylařka, vicemistryně Evropy 2019 v kategorii do 68 kg.

## Sportovní kariéra
Zápasit začala v roce 2004 na ZŠ Horácké náměstí, pod vedením trenérů Pavla Kučery a Milana Žáčka. Je členkou klubu TAK Hellas Brno. Od roku 2014 žije v Praze, kde se připravuje pod vedením Milana Hemzy v klubu PSK Olymp Praha.
V české ženské zápasnické reprezentaci se pohybovala od roku 2013 ve váze do 63 kg. V roce 2016 se na olympijské hry v Riu přímo nekvalifikovala. V červnu měsíc před zahájením olympijských her se Mezinárodní zápasnické federaci vrátily čtyři nevyužité účastnické kvóty, z nichž jednu udělila jako divokou kartu Českému svazu zápasu. Svaz zápasu ve spolupráci s Českým olympijským výborem následně nominoval k účasti na olympijských hrách Hanzlíčkovou. Svoji olympijskou premiéru však nezvládla, prohrála v úvodním kole se Švédkou Henna Johanssonovou na technickou převahu 0:11 na body.
Od roku 2019 startuje ve váze do 68 kg. V prosinci 2020 na Světovém poháru zápasnic v Bělehradu získala stříbro. Na mistrovství Evropy v roce 2021 ve Varšavě získala bronz, když vyhrála za 45 sekund na technickou převahu.

## Výsledky
| Olympijské hry     |     |    |     | — |     |     |    | 19. |     |    |     |     |    |  |  |  |  |  |  |  |  |  |  |  |  |  |  |  |  |
| Mistrovství světa  | —   | —  | —   |   | —   | 16. | 9. |     | 13. | 9. | 12. |     |    |  |  |  |  |  |  |  |  |  |  |  |  |  |  |  |  |
| Evropské hry       |     |    |     |   |     |     | 7. |     |     |    | 11. |     |    |  |  |  |  |  |  |  |  |  |  |  |  |  |  |  |  |
| Mistrovství Evropy | —   | —  | —   | — | —   | 5.  | 7. | 10. | 11. | 8. | 2.  | 10. | 3. |  |  |  |  |  |  |  |  |  |  |  |  |  |  |  |  |
| MS do 23 let       |     |    |     |   |     |     |    |     | 3.  |    |     |     |    |  |  |  |  |  |  |  |  |  |  |  |  |  |  |  |  |
| ME do 24 let       |     |    |     |   |     |     | 2. | 2.  | 2.  |    |     |     |    |  |  |  |  |  |  |  |  |  |  |  |  |  |  |  |  |
| MS juniorů         | —   | —  | —   | — | 15. | 14. |    |     |     |    |     |     |    |  |  |  |  |  |  |  |  |  |  |  |  |  |  |  |  |
| ME juniorů         | —   | —  | —   | — | 8.  | 3.  |    |     |     |    |     |     |    |  |  |  |  |  |  |  |  |  |  |  |  |  |  |  |  |
| MS dorostenců      |     |    | 12. |   |     |     |    |     |     |    |     |     |    |  |  |  |  |  |  |  |  |  |  |  |  |  |  |  |  |
| ME dorostenců      | 10. | 3. | 9.  |   |     |     |    |     |     |    |     |     |    |  |  |  |  |  |  |  |  |  |  |  |  |  |  |  |  |